# Margherita Paleologa
Margherita Paleologa (11 tháng 8, 1510 – 28 tháng 9, 1566), là một nữ cai trị người Ý, hầu tước xứ Monferrato, công tước phu nhân xứ Mantova thông qua hôn nhân với Federico II Gonzaga. Margherita nhiếp chính Mantova cho con trai mình từ năm 1540 đến năm 1556.

## Gia đình
Margherita sinh tại Casale Monferrato, là con gái của William IX, Hầu tước xứ Monferrato với Anne xứ Alençon. Mẹ bà là con gái của René, Công tước xứ Alençon với Margaret xứ Lorraine, con gái của Frederick, Bá tước xứ Vaudémont với Yolande, Nữ công tước xứ Lorraine.
Ông nội của Margherita là Bonifacio III, Hầu tước xứ Monferrato, còn bà nội là Marija Branković, công chúa Serbia, con gái của hoàng đế Stefan Branković.
Margherita là người con thứ hai trong số hậu duệ của William IX và Anne d'Alençon. Chị của bà là Maria Paleologa, mất khi mới 21 tuổi, và em trai là Boniface IV, Hầu tước xứ Monferrato, mất khi mới 17.

## Hôn nhân
Năm 1517, chị gái của Margherita, Maria, đã được đính hôn với Federico II Gonzaga, con trai của Francesco II Gonzaga với Isabella d'Este. Tuy nhiên, sau khi Federico tố cáo Maria hạ độc tình nhân Isabella Boschetti của ông, cuộc đính hôn đã bị bãi bỏ.

Potential identification: Titian c. 1536 – 'Female Portrait / Isabella d’Este'

Cái chết sau này của cha và em trai bà đã thúc đẩy Federico muốn kết hôn Maria để giành quyền cai trị hầu thổ của bà. Nhưng không lâu sau đó, Maria lại qua đời đột ngột vào tháng 9 năm 1530. Do đó Federico chuyển ý sang muốn kết hôn với Margherita. Mẹ bà Anne xứ Alençon cũng chấp thuận cuộc hôn nhân.
Karl V, Hoàng đế Thánh chế La Mã muốn Federico kết hôn với Guila xứ Aragon nhưng Nhà Gonzaga đã từ chối.
Sau cái chết của chú bà John George, Margherita trở thành Nữ hầu tước xứ Monferrato.
Cuộc hôn nhân kéo dài được 9 năm cho đến khi Federico mất ở tuổi thứ 40. Với Federico, Margherita có tổng cộng 7 người con:
- Francesco III Gonzaga, Công tước xứ Mantova (1533 - 1550), mất sớm ở tuổi thứ 16.
- Eleonora Gonzaga, sinh và chết yểu năm 1535.
- Anna Gonzaga, sinh và chết yểu năm 1536.
- Isabella Gonzaga (1537-1579). Kết hôn với Francesco Ferdinando d'Ávalos.
- Guglielmo Gonzaga, Công tước xứ Mantova (1538 - 1587). Kết hôn với Nữ Đại Công tước Eleanor của Áo, con gái của Ferdinand I, Hoàng đế Thánh chế La Mã
- Louis Gonzaga, Công tước xứ Nevers (1539 - 1595). Kết hôn với Henriette xứ Cleves,.
- Giáo chủ Federico Gonzaga (1540 - 1565).

## Góa bụa
Sau khi Federico qua đời, con trai lớn tuổi nhất của họ, Francesco trở thành Công tước xứ Mantova. Vì Francesco lúc đó vẫn còn nhỏ và chỉ mới lên 8, Margherita đóng vai trò nhiếp chính trong triều đình. Margherita cho con trai đầu của bà kết hôn với Catherine của Áo, con gái của Ferdinand I của Thánh chế La Mã với Anna của Bohemia và Hungary. Con trai thứ hai Guglielmo kết hôn với em gái của Catherine, Eleanor của Áo.
Francesco chết sau một năm kết hôn với Catherine, vào năm 1550, không có con nối tự.
Em trai Guglielmo trở thành Công tước xứ Mantova. Và Margherita vẫn tiếp tục nhiếp chính, cùng với em chồng Ercole Gonzaga.
Bà mất tại Mantova ngày 28 tháng 12, 1566.
Năm 1574, Vùng lãnh thổ hầu tước Monferrato mà Margherita thừa kế từ bên nội, bị sáp nhập vào Công quốc Mantova, sau cái chết của con trai bà. Tại Monferrato, Guglielmo còn được gọi là Guglielmo X.